# Allá en el sur
Allá en el sur es una película sin sonido filmada en blanco y negro, que se estrenó en 1922, dirigida por Arnold Etchebehere y protagonizada por Arauco Radal, Nelo Cosimi, Amelia Mirel y Raquel Garín.

## Producción
En 1920 el fotógrafo, director y productor de cine Federico Valle organizó una expedición y, equipado con tres argumentos, se dirigió hacia la Patagonia a filmarlos. Tren hasta Neuquén, dos días en automóvil a Bariloche, para seguir después hasta Colonia Galsa, en el interior de la actual provincia de Chubut. La expedición continuó hasta el lago Feste Lauquen, que cruzaron en canoa, hasta llegar a la desembocadura de un torrentoso río que baja de la cordillera, donde acabaron las películas. Intentaron llegar a una catarata a la que escuchaban pero no veían y en su camino hallaron sobre la margen del río el campamento más avanzado del geógrafo y explorador perito Moreno, que veinte años antes había tenido que interrumpir el viaje que realizaba al naufragar el barco mayor en el que iba. Siguieron todavía más lejos, pero la temperatura, la humedad y la pérdida de algunas provisiones por putrefacción les hicieron desistir. Para volver debieron abrirse paso otra vez a fuerza de machete pues las mayas ya habían crecido, y el cansancio les hizo ir dejando en el camino una parte del equipo, inclusive las armas y municiones, y al llegar a Feste Lauquen estaban ya sin alimentos. Fruto de este viaje fue el material para tres películas, Jangada florida, Patagonia y Allá en el sur que, dirigidas por Arnold Etchebehere, llevaron al público los panoramas sureños. Parte de lo filmado se perdió por defectos del negativo pero la pericia e imaginación de José Bustamante y Ballivián permitieron reemplazarlo en buena cantidad mediante ciertas alteraciones del argumento y algunas tomas hechas en las barrancas de San Isidro.

## Reparto
Actuaron en el filme los siguientes actores:
- Arauco Radal
- Nelo Cosimi
- Amelia Mirel
- Raquel Garín

## Crónica sobre la película
La crónica sobre la película firmada por Narciso Robledal y publicada en la revista Caras y Caretas del 9 de septiembre de 1922 dice que este filme continuaba la serie de producciones filmadas en la Patagonia por Federico Valle y que, en relación con la anterior, tenía menos paisajes y más acción.
El personaje Sandor,  cuyos negocios no prosperaron, tiene una digna esposa a quien pretende Menton, el usurero del lugar, que le había prestado a escondidas del esposo una suma de dinero que ella empleó para que una hermana descarriada suya viajara hasta allí para hospedarse con el matrimonio. Inicialmente Sandor no la acepta en su casa pero finalmente, a ruegos de su esposa, accede a que se quede. 
Menton, que también había prestado dinero a Sandor, apremia a ambos cónyuges por lo que finalmente ella acepta sacrificar su honra y a la noche acude a su casa, pero allí ya se encuentra su hermana dispuesta a sustituirla. Cuando el lascivo Menton va a abrazarla, se escucha un disparo; era “el obrero ‘bueno’, el peón ‘regenerado’ de Sandor, ayer exigente por sus jornales y ahora, acaso por virtud de una mirada y de un agradecimiento, el salvador oportuno”. La crónica encuentra a los intérpretes “todos bastante discretos sin desentonar”.